# Осман, Фарида
Фарида́ Хиша́м Осма́н (араб. فريدة هشام عثمان‎, род. 18 января 1995 года) — египетская пловчиха, специализирующийся в баттерфляе и кроле. Первая в истории Египта призёр чемпионата мира.

## Карьера
Фарида Осман родилась в 1995 году в Индианаполисе в семье стоматологов. Выросла она в Каире, где и начала заниматься плаваньем.
В 2007 году впервые попала в состав сборной Египта на Панарабские игры. В 2009 году дебютировала на чемпионатах мира, где была одной из самых юных участниц. Она принимала участие в четырёх видах программы (50 и 100 метров вольным стилем и баттерфляем) и лучший результат показала на дистанции 50 метров баттерфляем, заняв 50-е место и обойдя более 80 спортсменок.
В 2012 году дебютировала на Олимпийских играх, где стартовала только на дистанции 50 метров вольным стилем. Она заняла шестое место в шестом заплыве с результатом 26.34 и заняла итоговое 41-е место, завершив выступления.
На чемпионате мира 2013 года, который проходил в Барселоне Фарида смогла пробиться в финал на дистанции 50 метров баттерфляем, установив в полуфинале новый рекорд Африки. В финала она заняла седьмое место. На аналогичной дистанции вольным стилем стала 24-й и не прошла в полуфинальный раунд.
На мировом первенстве в Казани Осман вновь удачнее всего выступила на дистанции 50 метров баттерфляем, заняв пятое место и дважды обновив рекорд Африки. На дистанции в два раза длиннее была близка к выходу в полуфинал, но несмотря на национальный рекорд проиграла дополнительный заплыв и осталась на 17-м месте.
На второй в карьере Олимпиаде Осман стартовала на двух дистанциях. На стометровке баттерфляем установила в квалификации новый рекорд Африки (57.83) и прошла в полуфинал, где стала 11-й. На дистанции 50 метров вольным стилем также побила рекорд континента (24.91), но этого оказалось недостаточно для квалификации в полуфинал и египтянка осталась только 18-й.
В 2017 году на первенстве мира в Будапеште Осман стала первой египтянкой, выигравшей медаль чемпионата мира, став третьей на дистанции 50 метров баттерфляем. Также Фарида прошла в полуфинал на дистанции 50 метров вольным стилем (9-е место) и была близка к полуфиналу на дистанции 100 метров баттерфляем, показав 17-й результат в квалификационном раунде.